# Xenagama
Xenagama är ett släkte av ödlor som ingår i familjen agamer.
Arterna förekommer i Etiopien och Somalia. De blir upp till 20 cm långa och gömmer sig vid fara i bergssprickor eller grottor. De kan även gräva jordhålor för att gömma sig. Födan utgörs av olika växtdelar som blad och blommor samt av insekter. Äggen kläcks efter cirka en och en halv månad och vid denna tidpunkt är ungarna ungefär 3 cm långa.
Kladogram enligt Catalogue of Life:
| Xenagama | \| \| Xenagama batillifera \| \| \| \| \| \| Xenagama taylori \| \| \| \| |
|          | \| \| Xenagama batillifera \| \| \| \| \| \| Xenagama taylori \| \| \| \| |
|          | Xenagama batillifera                                                      |
|          |                                                                           |
|          | Xenagama taylori                                                          |
|          |                                                                           |

The Reptile Database listar ytterligare två arter.
- Xenagama wilmsi
- Xenagama zonura